# らき☆すた 萌えドリル
『らき☆すた 萌えドリル』（らきすた もえドリル）は、2005年12月1日に角川書店から発売されたニンテンドーDS用ゲームソフト。美水かがみの4コマ漫画作品『らき☆すた』を原作とするミニゲーム集。
本項では、2007年5月24日に発売された続編『真・らき☆すた 萌えドリル 〜旅立ち〜』（しんらきすたもえドリル たびだち）と、関連作品である携帯電話ゲームの『らき☆すた もばいる』についても解説する。

## らき☆すた 萌えドリル
2005年12月1日に角川書店より発売。通常版に加えて、多数の特典がついた「DXパック」も発売された。パッケージデザインは『やわらかあたま塾』（任天堂）のパロディ。
- JANコード
  - DXパック 4997766100050
  - 通常版 4997766100067

特典物は、以下の通り。
DXパック封入特典
- 美水かがみ描き下ろし「こんこん こなたポーチ」（ニンテンドーDS用のキャリングポーチ）
- 液晶画面クリーナー
- 主題歌入りドラマCD

DXパック予約購入特典
- らき☆すたシールセット（3枚組）
- らき☆すたピンズセット（3個組）
- 描き下ろし4コマ入り 設定資料集
- 描き下ろし爆大B1ポスター

その他、大手ショップでの購入特典として、ショップごとにデザインが異なるテレホンカードがある（特典付与条件はショップの規定による）。このテレホンカードに使用されたイラストは、すべてDXパック予約購入特典の「設定資料集」に収録されている（テレホンカードのイラストとして使われる予定が未使用に終わったものが1つあるが、それが設定資料集の表紙イラストである）。

### 登場人物
詳細はらき☆すたの登場人物を参照。キャスティングは本作に先駆けて2005年8月24日にフロンティアワークスより発売された「ドラマCD らき☆すた」と同じ配役であり、2007年4月から9月まで放送されたアニメ版とは異なっている。宮河ひなた・ひかげ姉妹は本作のためにデザインされたゲストキャラクターで、本作の発売時に「らっきー☆ちゃんねる」キャプテン（「らっきー☆ぱらだいす」二等兵を経て現在は「超らっきー☆ちゃんねる」キャプテン）の小神あきらは「ひたすら☆どりる」で特定条件を満たした時にシークレット扱いで出現する。
- 泉こなた：広橋涼
- 柊つかさ：中原麻衣
- 柊かがみ：小清水亜美
- 高良みゆき：中山恵里奈
- 小早川ゆたか：清水愛
- 岩崎みなみ：松来未祐
- パトリシア＝マーティン：雪野五月
- 黒井ななこ：浅野真澄
- 成実ゆい：斎藤千和
- 宮河ひなた：能登麻美子
- 宮河ひかげ：田村ゆかり
- 小神あきら：野中藍

### ゲームシステム
「どらま☆も〜ど」「ひたすら☆どりる」「ぎゃらり〜」の3種類のモードと通信対戦が選択可能。
どらま☆も〜ど
- ゲーム開始時は「こなた編」（パートナー・ゆたか）のみ。エンディングの到達度と「ひたすら☆どりる」の成績に応じて「つかさ編」「かがみ編」「みゆき編」「ひかげ編」が追加される。
- 各編の主人公はシナリオ開始時に総勢10名のパートナー（ひかげはパートナー使用不可）から1名を選び、本編中ではそのパートナーが他の登場人物とドリル（主に計算）や他のミニゲームで対戦する。
- パートナーは対戦時に発動する固有の「必殺技」を何種類か持っており、パラメータを上げるか特定の主人公との組み合わせにより取得。
- 大手アニメ・同人ショップのマスコットキャラクター（デ・ジ・キャラット、兄沢命斗（アニメ店長）、美虎ちゃん等）がゲスト出演する。また、話中で各マスコットキャラクターやソフマップ店員の制服、『機神咆吼デモンベイン』（ニトロプラス）・『魔界戦記ディスガイア』（日本一ソフトウェア）・『D.C. 〜ダ・カーポ〜』（CIRCUS）・『SHUFFLE!』（Navel）のコスプレ衣装が手に入る場合がある。

ひたすら☆どりる
- 計算による対戦を順に勝ち進んで行くモード。
- 入力欄の上にある5個のドラムの色・数字を揃えてポーカーの要領で役を作ると星が蓄積され、ステージクリア時に星が20個以上有ればエクストラステージへ行ける。
- エクストラステージでは計算以外のドリルが出題され、成績に応じてアイテムが1 - 5個獲得出来る。ここで入手したアイテムは「ぎゃらり〜」で解説が読める他「どらま☆も〜ど」で装備することによりキャラクターのパラメータが変化する。

ぎゃらり〜
- 「どらま☆も〜ど」のイベントCGや「ひたすら☆どりる」で入手したアイテム、BGMの鑑賞が可能。
- 「ひたすら☆どりる」で入手したアイテムはS - Dの5段階にランク分けされており、中にはゲームソフト（CG追加。いずれも実在のタイトルで、こなたが自宅のPCでプレイしているという設定）や各キャラクターの携帯電話（キャラクターごとのメッセージが再生される）と言った物もある。大半のアイテムは原作の漫画が出典であり、その場合は解説欄に「○巻○ページより」と表示される。

通信対戦
- ニンテンドーDSのワイヤレス通信機能を使い、2名で対戦するモード。「どらま☆も〜ど」で育てたキャラクターが使用可能。
- 本モードに限り、必殺技を使う場合にはプレイヤーがマイクに向かって大声で必殺技の名前を叫ぶ必要がある。

### ドリル・ミニゲームの種類
ドリル
- 計算 - 全ての基礎となるドリル。1 - 3ケタの数字による加減乗除の早解きを競う。
- 瞬間記憶 - 短いフレーズを順番に記憶し、表示された順番通りに回答する。
- 色はんだん - 動き回る文字やアイコンの色や個数を回答する。
- 並び替え - 絵の初期配置を覚え、変更された配置を元に戻す。
- おんどく - 画面に表示された文章を音読する。セリフはゲーム・漫画・アニメ・特撮・ライトノベルを出典とするものがほとんどである。

ミニゲーム
- 間違いさがし - 4コマ漫画を1コマずつ見ながら、制限時間内に上画面と下画面の相違点を1コマにつき3箇所×4コマ＝合計12箇所当てる。
- 運動会 - 画面をタッチペンでこすって走り、一着を目指す。
- 15げーむ - いわゆる15パズルの要領で絵を完成させる。
- ざ☆皿洗い - 皿に付着した汚れをタッチペンでこすって落とし、全ての皿を綺麗にする。
- メイドカフェ - 複数人の客から出される注文を記憶し、出された順序通りに回答する。

### 主題歌（萌えドリル）
らき☆らき☆べいべー
作詞：くまのきよみ 作曲・編曲：櫻井真一 歌：泉こなた（広橋涼）・柊つかさ（中原麻衣）・柊かがみ（小清水亜美）
2005年12月22日にフルコーラス版と、新曲『オトメ☆ゴコロ』（歌：小早川ゆたか、岩崎みなみ、パトリシア=マーティン）を収録した「『らき☆すた』vocal mini album」がフロンティアワークスより発売された。

## 真・らき☆すた 萌えドリル 〜旅立ち〜
角川書店より2007年5月24日に発売された。当初は4月26日発売予定だったが諸事情で延期された。前作同様、通常版に加えて多数の特典がついた「DXパック」も発売。パッケージデザインは『東北大学未来科学技術共同研究センター川島隆太教授監修 脳を鍛える大人のDSトレーニング』（任天堂）のパロディ。
また、今作はアニメ版の放送期間中に発売されたこともあり、cmでは「ゲームとアニメ、2つの声で2つの世界が楽しめる。」というセリフが登場した。
日下部みさお・峰岸あやの・田村ひより・桜庭ひかるが初登場の他、前作ではシークレット扱いだったあきらがメインキャラクターに昇格した。
- JANコード
  - DXパック 4997766100074
  - 通常版 4997766100081

特典物は、以下の通り。
DXパック封入特典
- “等身大”柊かがみタペストリー
- “おきらく”おでかけバッグ
- オリジナルドラマCD
- こなたん“すけすけ”トランプ
- みゆきさんのモバイルクリーナー
- ライトノベル専用　ブックカバー
- 「らき☆すた」アニマル・コスプレステッカー

DXパック予約購入特典
- 美水かがみ描き下しB2ポスター
- 恋愛アドベンチャー「らき☆すら -Lucky☆Star RAvish Romance-」（PS2用・音声無し）
- オリジナル「らき☆すた」小説
- ごめんねマキシCD（発売延期ための追加特典）

予約購入特典の恋愛アドベンチャー『らき☆すら -Lucky☆Star RAvish Romance-』は前作で宮河姉妹（後にこなたも参加）が作成した同人ゲームの試作版で「未完成品」という設定になっている（完成版は2008年1月24日に発売されたPlayStation 2用ソフト『らき☆すた 〜陵桜学園 桜藤祭〜』で、本作は事実上の体験版となっている）。スタッフロールも、実制作会社のVRIDGEと製作・著作の角川書店以外は全て宮河姉妹とこなたの3名で占められている。こなたの「超プロデューサー」は『涼宮ハルヒの憂鬱』におけるハルヒの肩書き「超監督」のパロディである。

### 真・萌えドリルの登場人物
発売がアニメ放送開始後だが、出演声優は、前作及びフロンティアワークス版のドラマCDと同一である。本作で新たに登場するキャラクターの配役は以下の通り。
- 田村ひより：新谷良子
- 日下部みさお：高橋美佳子
- 峰岸あやの：後藤邑子
- 桜庭ひかる：松岡由貴

みさおとあやのは前作のOPにモブキャラクター扱いで登場していた。みさおは前作シナリオ中にも登場していた。

### 真・萌えドリルのゲームシステム
基本的に前作のゲームシステムを踏襲しているが、以下の点が変更されている。
- プレイヤー名・誕生日の入力が廃止されセーブデータが1つになり、全てオートセーブになった。
- 数字の入力方法が手書き以外に電卓方式も選択可能になった。また、ポーカーの要領で役を作るドラムが廃止され回答に集中しやすくなっている。
- 必殺技の発動が「必殺」ボタンを押した後、シナリオ開始時に選択した必殺技の名称をマイクで叫ぶ方式に変更された。
- アキバの各施設でドリル別のトレーニングが可能。
- ニンテンドーWi-Fiコネクションに対応し、施設「ゲームセンター」で通信対戦が可能になっている。
- 大手アニメ・同人ショップのマスコットキャラクターのうちアニメ店長・美虎ちゃんが前作に引き続きゲスト出演。また、アニメイトととらのあなはゲーム中の施設としても登場する。話中でコスプレ衣装が手に入る点も前作と同様で、本作では『Fate/stay night』（TYPE-MOON）などの衣装が登場する。

### マップ
ゲーム上のマップは「こなたの街」「アキバ」に分かれており、それぞれ以下の施設が用意されている。最初から全ての施設に入れる訳ではなく「どらまも〜ど」の進行度に応じてマップ上に新たな施設が登場する。
こなたの街
- 公園 - 「どらまも〜ど」開始（シナリオの中途で中断している場合は自動的にコンティニュー）。ゲーム開始時はこなた編（パートナー・ゆたか）しか選択不可能であるが、クリア回数やイベントの発生状況に応じて「ゆたか編」「双子編」「あきら編」「みゆき編」が追加され、パートナーも最大13名（双子編は12名、みゆき編は無し）から選択可能になる。（みゆきはどらまも～どでパートナー選択不可）
- いずみ家 - CGモード（「トレカ」の収集により追加）・入手したアイテムの確認・サウンドテスト（「音楽CD」の購入により追加）が可能。
- ゲームセンター - DS本体同士のワイヤレス通信またはWi-Fi通信による対戦が可能。「フレンド対戦」は固有のフレンドコード（初回通信時に割り当てられる16ケタの数字）を入力し、特定の相手と対戦。「誰かと対戦」はWi-Fi通信に接続している相手とランダムで対戦する。対戦に際してはゲーム本編で入手したアイテムやトレカ（CG）を賭けて戦うことも可能で、通信対戦（ワイヤレス・Wi-Fiの別、勝敗は問わず）を行わなければ出現しないアイテムも存在する。
- 陵桜学園 - 「育成も〜ど」でランダムに出題されるドリルを解き、その成績に応じて各キャラクターの能力が強化される。
- 占いの館 - 生年月日・血液型を入力することにより自分がどの萌え属性かを教えてもらえる。出典「萌え占い」（エンターブレイン/ISBN 9784757724693）。
- 駅 - ゲーム開始時に入手した「アキバ行き定期券」でアキバに移動する。
- 工事現場 - 「どらまも〜ど」で「ドリル」を入手後に選択可。ミニゲーム「こなたんくえすと」（後述）へ切り替わる。

アキバ
- 交番 - アキバの各施設に関する説明の表示と「あなたの萌え度」の表示が可能。
- アキバヒルズ - トレーニングで獲得したポイントを使用し、トレカ（CG）・アイテム・音楽CD（サウンドモードの曲）の購入が可能。また「方言」「メニュー記憶」「間違い探し」の各ドリルのトレーニングが可能。
- とらのあな - 「計算」「英単語」「ツンデレ判断」の各ドリルのトレーニングが可能。
- アニメイト - 「魔方陣」「音読」「萌えシネマ」の各ドリルのトレーニングが可能。
- 神社 - 1日1回だけおみくじを引いて運勢を確かめることと「お賽銭計算」のトレーニングが可能。
- 駅前広場 - ミニゲーム「アキバロイヤルロード」（前作の「運動会」に相当）のトレーニングが可能。
- 駅 - こなたの街へ戻る。また、1日1回だけ「萌えチェック」でランダムに出題されるドリルが解ける。

### ドリルの種類
斜字は前作から引き続き採用されているドリル。「間違いさがし」など一部のドリルを除き、3段階の難易度が設定されている。
- 計算 - 全ての基礎となるドリル。1〜3ケタの数字による加減乗除の早解きを競う。
- 英単語 - 日本語の原文を読み、英訳されている文章の空欄を埋める。（その中には聖地＝AKIHABARAなどの普通の人から見たら明らかに間違っている答えもある）
- 方言 - 日本各地の方言と同じ意味の標準語を選択する。
- ツンデレ判断 - 出題されるセリフや行動からそのセリフや行動が「ツンデレ」か、或いは単なる「ツン」「デレ」ないし「ヤンデレ」のような亜種に属するかを当てる。場合によってはクールやシュールと言ったものもある。
- お賽銭計算 - 賽銭箱に入れられる硬貨の額や種類を記憶し、合計額や枚数を回答する。
- メニュー記憶 - 前作の「メイドカフェ」と同じ。複数人の客から出される注文を出された順序通りに回答する。
- 間違いさがし - 4コマ漫画を1コマずつ見ながら、制限時間内に上画面と下画面の相違点を1コマにつき3箇所×4コマ＝合計12箇所当てる。
- 魔方陣 - 4×4の合計16マスに入る数字がタテ・ヨコ・ナナメいずれの総和も34になるよう空欄を埋める。
- 音読 - 上画面に表示されるセリフをマイクに向かって音読する。
- 萌えシネマ - 最初にタイトルを選択し、下画面に表示される文章を音読する。

### 真・萌えドリルのミニゲーム
以下は真・萌えドリルオリジナルのミニゲームである。

### こなたんくえすと 〜どりるのふくしゅう〜
ゲームを最初に起動した際と「どらまも〜ど」でアイテム「ドリル」を入手後にマップ上の赤いロードコーンをクリックするとプレイ可能になるミニゲーム。タイトル画面はRPG風でタイトルも『ドラゴンクエスト』のパロディであるが、ゲーム内容は『ミスタードリラー』（バンダイナムコゲームス）のパロディである。
最初に地上の掘削開始地点を決め、タッチペンで円を描きながらひたすら下に向かって掘削を続ける。こなたは左右にも移動可能で、下画面に表示されているカーソルか十字キーで向きを変えて横穴を掘り移動させる。また、地中には以下のアイテムが埋まっており、宝箱を開けるかドリルの耐久度が0になった時点でゲーム終了。
真のエンディングには特殊な方法でしか到達できない為、発売後しばらくはクリア不可能なゲームとされていた。
- 宝箱 - ゲーム中のアイテムがランダムで1種類手に入る。ゲームを最初に起動した際は横一列に宝箱が埋まっており、どの宝箱を開けても必ず「アキバ行き定期券」が手に入る。
- ドリル（REPAIR） - ドリルの耐久度が回復する。
- 星 - 一定時間、ドリルの耐久度が減少しなくなる。

### らきらき巫女祭壇!
秋葉原のどこかに存在すると噂される「巫女祭壇」で、タッチペンを使用して参拝者のリクエストに応えながら巫女さんをタッチするミニゲーム。2007年7月に発売された『どきどき魔女神判!』（SNKプレイモア）のパロディで、パロディの元ネタであるゲームよりも先に登場するという極めて異例の事態となった。

### 主題歌（真・萌えドリル）
らきらき☆EVERYBODY
作詞：くまのきよみ 作曲・編曲：櫻井真一 歌：泉こなた（広橋涼）・柊つかさ（中原麻衣）・柊かがみ（小清水亜美）
らっきー☆すっきーYeah!
歌：宮河ひなた（能登麻美子）・宮河ひかげ（田村ゆかり）
DXパック予約購入特典「ごめんねマキシCD」に収録。なお、この「ごめんねマキシCD」の3トラック目は購入した店舗により収録内容が異なっている（盤面からの判別は不可能だが、CD裏面の穴の周囲に書かれている型番にて判別が可能である）。全部で3種類ある。
- 【KAD-002-B1】泉こなたVer.（広橋涼）
- 【KAD-002-B2】柊かがみVer.（小清水亜美）
- 【KAD-002-B3】宮河ひなたVer.（能登麻美子）

## らき☆すた もばいる
『らき☆すた もばいる』は美水かがみの4コマ漫画作品『らき☆すた』を原作とした、携帯電話専用ゲーム配信サイトである。
ブリッジが制作し、パナソニックグループのパナソニック ネットワークサービシズが運営を行っている。2007年4月2日開設。

### サービス概要
iモード専用として開設された携帯端末向けサイトで、このサイトでは『らき☆すた』のキャラクターを用いた脳トレゲームを配信している（ちなみに制作元のブリッジはニンテンドーDS用脳トレソフト『らき☆すた 萌えドリル』シリーズ（角川書店）を開発している）。
ゲームの内容としては、スタンダードな計算問題をはじめ、歴史、生物、四字熟語、金額当てなどさまざまな問題を出題、格闘ゲームの要素を入れた対戦形式をとっており、『らき☆すた』のキャラクターと対戦しながらゲームを進めていく。